# Sibunga Bunga Hilir
Sibunga Bunga Hilir is een bestuurslaag in het regentschap Deli Serdang van de provincie Noord-Sumatra, Indonesië. Sibunga Bunga Hilir telt 462 inwoners (volkstelling 2010).